# احميان (توغيلت)
احميان هو دُوَّار يقع بجماعة تاوغليت، إقليم سيدي قاسم، جهة الرباط سلا القنيطرة في المملكة المغربية. ينتمي الدوّار لمشيخة توغيلت التي تضم 17 دوار. يقدر عدد سكانه بـ 330 نسمة حسب الإحصاء الرسمي للسكان والسكنى لسنة 2004.

## روابط خارجية
- البوابة الوطنية للجماعات الترابية
- المندوبية السامية للتخطيط